# Von Mensch zu Mensch
Von Mensch zu Mensch é o nono e último álbum de estúdio da banda alemã Unheilig. Foi lançado no dia 04 de novembro de 2016 contendo 16 faixas na edição padrão e inclui um DVD ao vivo e um poster na edição limitada.

## Edição Limitada
A edição limitada do álbum inclui um DVD com algumas canções do show de despedida e de outros shows anteriores da banda. Inclui também um poster de Der Graf formado como um mosaico com a foto de 10.000 fãs que participaram em uma campanha feita pela banda nas redes sociais. 

## Lista de Faixas
| N.º            | Título                         | Duração |  |
| 1.             | "Auf ein letztes Mal" (Intro)  | 4:28    |  |
| 2.             | "Egoist"                       | 4:06    |  |
| 3.             | "Von Mensch zu Mensch"         | 4:16    |  |
| 4.             | "Einer von Millionen"          | 3:13    |  |
| 5.             | "Mein Leben ist die Freiheit"  | 4:36    |  |
| 6.             | "Funkenschlag"                 | 4:30    |  |
| 7.             | "Ich würd' dich gern besuchen" | 3:30    |  |
| 8.             | "Ein wahres Glück"             | 4:48    |  |
| 9.             | "Legenden"                     | 4:07    |  |
| 10.            | "Heimatlos"                    | 3:57    |  |
| 11.            | "Der Sturm"                    | 4:08    |  |
| 12.            | "Tausend Rosen"                | 3:23    |  |
| 13.            | "Walfänger"                    | 6:19    |  |
| 14.            | "Krieger"                      | 3:30    |  |
| 15.            | "Ein letztes Lied"             | 4:28    |  |
| 16.            | "Für alle Zeit" (Instrumental) | 6:11    |  |
| Duração total: | Duração total:                 | 1:09:53 |  |

## Lista de Faixas da Edição Limitada

### CD
| N.º            | Título                         | Duração |  |
| 1.             | "Auf ein letztes Mal" (Intro)  | 4:28    |  |
| 2.             | "Egoist"                       | 4:06    |  |
| 3.             | "Von Mensch zu Mensch"         | 4:16    |  |
| 4.             | "Einer von Millionen"          | 3:13    |  |
| 5.             | "Mein Leben ist die Freiheit"  | 4:36    |  |
| 6.             | "Funkenschlag"                 | 4:30    |  |
| 7.             | "Ich würd' dich gern besuchen" | 3:30    |  |
| 8.             | "Ein wahres Glück"             | 4:48    |  |
| 9.             | "Legenden"                     | 4:07    |  |
| 10.            | "Heimatlos"                    | 3:57    |  |
| 11.            | "Der Sturm"                    | 4:08    |  |
| 12.            | "Tausend Rosen"                | 3:23    |  |
| 13.            | "Walfänger"                    | 6:19    |  |
| 14.            | "Krieger"                      | 3:30    |  |
| 15.            | "Ein letztes Lied"             | 4:28    |  |
| 16.            | "Für alle Zeit" (Instrumental) | 6:11    |  |
| Duração total: | Duração total:                 | 1:09:53 |  |

### DVD
| N.º | Título                                                                                                | Duração |  |
| 1.  | "Ein letztes Mal von Mensch zu Mensch"                                                                | 4:19    |  |
| 2.  | "Hinunter bis auf Eins (live vom Abschiedskonzert in Köln)" (Ao vivo no show de encerramento em Köln) | 3:29    |  |
| 3.  | "Ein letztes Mal – Die Impressionen"                                                                  | 2:02    |  |
| 4.  | "Zeit zu gehen (live aus Hamburg)" (Ao vivo em Hamburgo)                                              | 4:43    |  |
| 5.  | "Echo (live aus Hamburg)" (Ao vivo em Hamburgo)                                                       | 4:02    |  |
| 6.  | "Unter deiner Flagge (live aus Frankfurt/Main)" (Ao vivo em Frankfurt)                                | 4:21    |  |
| 7.  | "Für immer (live aus Frankfurt/Main)" (Ao vivo em Frankfurt)                                          | 3:46    |  |
| 8.  | "Ein letztes Mal – Ich würd dich gern besuchen"                                                       | 1:46    |  |
| 9.  | "Wie in guten alten Zeiten (live aus Berlin)" (Ao vivo em Berlim)                                     | 6:13    |  |
| 10. | "Maschine (live aus Hamburg)" (Ao vivo em Hamburgo)                                                   | 7:00    |  |
| 11. | "An deiner Seite (live vom Abschiedskonzert in Köln))" (Ao vivo no show de encerramento em Köln)      | 4:14    |  |
| 12. | "Geboren um zu leben (live vom Abschiedskonzert in Köln)" (Ao vivo no show de encerramento em Köln)   | 7:31    |  |
| 13. | "Ein letztes Mal und für alle Zeit"                                                                   | 6:22    |  |

## Posição nas paradas
| Paradas  | Posição | Certificação |
| -------- | ------- | ------------ |
| Alemanha | 1       | Ouro         |
| Áustria  | 4       | -            |
| Suíça    | 3       | -            |

## Créditos
- Der Graf - Vocais/Composição/Letras
- Christoph "Licky" Termühlen - Guitarra
- Henning Verlage - Teclados/Composição/Programação/Produção
- Martin "Potti" Potthoff - Bateria
- Thorsten Brötzmann - Produção
- Roland Spremberg - Produção
- Markus Tombült - Composição/Letras/Produção